# تناجر أزرق الجبين
تناجر أزرق الجبين (الاسم العلمي: Tangara cyanotis)، هو نوع من الطيور يتبع فصيلة التناجر ضمن رتبة العصفوريات.